# الخرإبة (السياني)

تعديل مصدري - تعديل

الخرابة محلة تابعة لقرية القريعا، التابعة لعزلة عميد الداخل بمديرية السياني إحدى مديريات محافظة إب في الجمهورية اليمنية.، بلغ تعداد سكانها 83 حسب تعداد اليمن لعام 2004.